# Erich Clössner
Erich Clössner född 17 september 1888 i Giessen, död 28 mars 1976 i Konstanz. Tysk militär. Clössner befordrades till generalmajor 1937 och till general i infanteriet 1942. Han erhöll Riddarkorset av järnkorset 1940.

## Befäl
- 14. infanteriregementet april 1934 – juni 1938
- inspektör för militära omplaceringar juni 1938 – oktober 1939
- 25. Infanterie-Division oktober 1939 – januari 1942
- LIII. Armeekorps januari 1942 – augusti 1943
- IX. Armeekorps oktober – december 1943
- specialstab I vid OKH juni – december 1944
- placerad vid rikspropagandaministeriet för särskilda uppdrag januari – maj 1945.

Han var i krigsfångenskap maj 1945 – 1947.